# Cantone di Vignobles et Bastides
Il Cantone di Vignobles et Bastides è una divisione amministrativa dell'Arrondissement di Albi.
È stato istituito a seguito della riforma dei cantoni del 2014, che è entrata in vigore con le elezioni dipartimentali del 2015.

## Composizione
Comprende i comuni di:
- Alos
- Andillac
- Beauvais-sur-Tescou
- Cahuzac-sur-Vère
- Campagnac
- Castelnau-de-Montmiral
- Grazac
- Larroque
- Lisle-sur-Tarn
- Mézens
- Montdurausse
- Montels
- Montgaillard
- Montvalen
- Puycelsi
- Rabastens
- Roquemaure
- Saint-Beauzile
- Saint-Urcisse
- Sainte-Cécile-du-Cayrou
- Salvagnac
- La Sauzière-Saint-Jean
- Tauriac
- Le Verdier
- Vieux